# Società Polisportiva Oltrepò 1990-1991
Questa voce raccoglie le informazioni riguardanti la Società Polisportiva Oltrepò nelle competizioni ufficiali della stagione 1990-1991.

## Rosa
| N. |                   | Ruolo | Calciatore             |
| -- | ----------------- | ----- | ---------------------- |
|    | Italia (bandiera) | C     | Luigi Alloni           |
|    | Italia (bandiera) | A     | Donatello Amato        |
|    | Italia (bandiera) | C     | Luca Fabio Aquilante   |
|    | Italia (bandiera) | D     | Alessandro Avanzi      |
|    | Italia (bandiera) | D     | Fausto Bertani         |
|    | Italia (bandiera) | C     | Alessandro Bollini     |
|    | Italia (bandiera) | C     | Andrea Bonafè          |
|    | Italia (bandiera) | A     | Massimiliano Bongiorni |
|    | Italia (bandiera) | A     | Stefano Carnesecca     |
|    | Italia (bandiera) | A     | Michele Cossato        |
|    | Italia (bandiera) | C     | Marco Criscuoli        |
|    | Italia (bandiera) | D     | Marco Dell'Amico       |
|    | Italia (bandiera) | D     | Danilo Del Monte       |
|    | Italia (bandiera) | P     | Antonio Forcati        |

| N. |                   | Ruolo | Calciatore            |
| -- | ----------------- | ----- | --------------------- |
|    | Italia (bandiera) | C     | Riccardo Fortunato    |
|    | Italia (bandiera) | C     | Fabio Gallo           |
|    | Italia (bandiera) | C     | Fabrizio Gargioni     |
|    | Italia (bandiera) | P     | Giuseppe Giaveri      |
|    | Italia (bandiera) | D     | Luigi Paolo Intropido |
|    | Italia (bandiera) | C     | Luca Lomi             |
|    | Italia (bandiera) | C     | Mauro Marmaglio       |
|    | Italia (bandiera) | A     | Oscar Miglioli        |
|    | Italia (bandiera) | A     | Ernestino Ramella     |
|    | Italia (bandiera) | D     | Simone Rocca          |
|    | Italia (bandiera) | C     | Giuseppe Stefanelli   |
|    | Italia (bandiera) | C     | Dario Suardi          |
|    | Italia (bandiera) | C     | Stefano Vecchi        |